# Венделл Лі Мінклі
Венделл Лі Мінклі (англ. Wendell L. Minckley; 1935-2001) — американський іхтіолог. Автор численних зоологічних таксонів. Займався вивчення прісноводних риб Північної Америки. Багато таксонів описав у співавторстві з Робертом Рашом Міллером.

## Вшанування
На честь Мінклі названо рід прісноводних молюсків Minckleyella та вид цихлових риб Herichthys minckleyi.